# Athis-Mons
Athis-Mons é uma comuna francesa , localizada a doze quilômetros a sudeste de Paris, no departamento de Essonne na região da Ilha de França. É a cidade sede do cantão de Athis-Mons e a sede do decanato de Val de Seine-Juvisy.
Originalmente dois vilarejos agrícolas separados nas encostas do Sena e do Orge, senhorios de personagens ilustres, a fusão em 1817 criou Athis-Mons, uma nova comuna que com a chegada da ferrovia e depois do aeroporto se desenvolveu rapidamente, primeiro urbanizada com os pavilhões de subúrbio e depois por loteamentos e conjuntos habitacionais. Porta de entrada norte do departamento pela antiga estrada nacional 7, a comuna é ainda hoje marcada pela importância dos transportes no seu desenvolvimento, dedicando suas igrejas aos ferroviários e aos aviadores.
Seus habitantes são chamados Athégiens.

## Toponímia
Atheiae em 1163, Athegiae em 1135, Athiae em 1280, Athysium, Athis, Atis em 1273, Athis-sur-Orge. 
O nome atual da comuna é formado a partir da fusão em 6 de agosto de 1817 de Athis e Mons. O nome de Athis é derivado da palavra gaulesa attegia que significa "cabana" e da palavra francesa mont que significa "monte, colina". O s final no lugar do t atendido é vindo de uma grafia erudita do latim mons etimológico, sendo a forma plural (ou locativa) mons do francês antigo.

## História

### As origens
Pedras lavradas e pontas de lança do neolítico atestam uma ocupação humana a partir deste momento. Um sarcófago merovíngio foi descoberto durante as escavações, confirmando a presença de um senhorio. A primeira menção ao local designado Athegiam interveio no século IX durante as invasões Vikings. No século X o nome de Mons foi citado na ata confirmando a doação por Hugo Capeto do domínio à abadia de Saint-Magloire.

### Duas vilas, muitos domínios

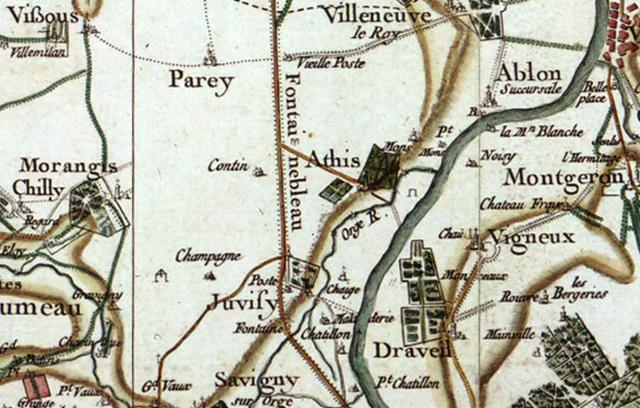
Mapa da região de Athis no século VII por Cassini

Em 1140, o bispo de Paris Étienne de Senlis confiou a paróquia de Athis para a ordem dos Agostinianos. A partir deste período data a construção da igreja de Saint-Denis. Em março de 1230, o rei São Luís ficou com seu grande padeiro da França, Hugues d'Athis. Em 12 de junho de 1305 Filipe o Belo enviou uma ordem para o preboste de Paris. Em 23 de junho de 1305, foi assinado em Athis-sur-Orge o tratado de Athis-sur-Orge, tratado de paz entre a França e Flandres. No final do reinado de Carlos VI, o senhorio de Athis pertencia ao cavaleiro de Montenay. O rei da Inglaterra, em 1423, o doou para Guillaume de Felletemps que, traindo tanto o seu rei e sua pátria, havia favorecido a ocupação de Paris pelas pessoas do duque de Borgonha, aliado do rei de Inglaterra. No século XV foi construído um castelo senhorial em Athis, destruído depois. Em 1610, Pierre Viole, presidente do parlamento de Paris, possuía essa terra. No século XVII, a família de la Brousse, proprietária do domínio, construiu o castelo de Athis. Em 1743, foi vendido para Anne Louise Bénédicte de Bourbon, filha do príncipe de Condé. Neste momento, duas culturas dominavam as terras, a vinha na colina de Mons e os cereais no planalto de Athis.

### Fusão e desenvolvimento
Em 1815, as tropas aliadas fizeram uma série de danos para Athis. Em 1817, as duas comunas de Athis-sur-Orge e Mons-sur-Orge se fundiram para se tornar Athis-Mons. Em 1825, se estabeleceu no Val uma importante fábrica de forja. Em 1841, foi construída a linha Paris - Bordeaux nas margens do Sena e depois entre 1864 e 1884 o grande pátio de triagem de Juvisy-sur-Orge que abriu oportunidades para a produção local. Em 1865, os jesuítas adquiriram o castelo de Athis para instalar uma escola preparatória, na école spéciale militar de Saint-Cyr e a École Polytechnique. Em 1880 foi construída uma primeira prefeitura-escola. Em 1890 foi construído o castelo de Avaucourt. Em 1891 foi criado um novo bairro, o Cottage para acomodar recém-chegados. Em 1902 foi instalada uma escola.
Já no início da década de 1920, hangares para dirigíveis foram instalados no plateau nas imediações do atual aeroporto. Em 1929, o município comprou o castelo de Avaucourt para instalar a prefeitura. Durante a Segunda Guerra Mundial, a prefeitura foi transformada em kommandantur. Durante este período, o casal André e Renée Charpentier foram distinguidos pela sua humanidade, a ponto de ser reconhecido em 2010 como Justo entre as nações. Em 18 de abril de 1944, o bombardeio do bairro do Val e o pátio de triagem fez três centenas de mortos e quatro mil vítimas. Em 1947 foi transferido de Juvisy-sur-Orge o lycée Saint-Charles. 
Em 1960 foi construída a grande cidade FFF com mil quatrocentos e cinquenta unidades habitacionais. Construída entre 1958 e 1962, no coração do tecido residencial de Athis-Mons, a cidade HLM du Noyer Renard é o lar original de uma maioria de funcionários públicos, de repatriados da Argélia e de habitantes das comunas vizinhas vindos para se instalar depois da expansão do Aeroporto de Paris-Orly. Ao mesmo tempo foi construída a Cité de l'Air reservada ao pessoal aéreo. Em 1 de maio de 1961 foi inaugurada a igreja de Notre-Dame-de-la-Voie.

## Geminação
Athis-Mons desenvolveu associações de geminação com :
- Ballina (Irlanda), desde 1993, em inglês Ballina e Beal an Átha em irlandês, localizada a 1001 quilômetros
- Rothenburg ob der Tauber (Alemanha) desde 1976, em alemão Rothenburg ob der Tauber, localizada a 573,20 quilômetros
- Sinaia (Roménia) desde 1994, localizada a 1790 quilômetros
- Sora (Itália) desde 1992, em italiano Sora, localizada a 1172 quilômetros.

## Cultura e patrimônio

### Patrimônio ambiental

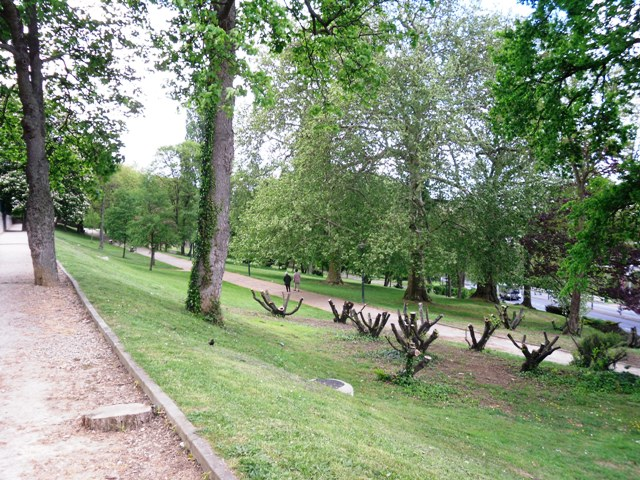
O parc d'Avaucourt.

No território comunal, um total de sessenta e quatro hectares foram ocupados por parques e jardins, dos quais o mais importante é constituído pelo parc d'Avaucourt, antigo parque do castelo senhorial no centro da cidade, estendida ao norte pela residência do Parque e a oeste pelo parc d'Ozonville. Eles constituem com a encosta de Vignes mais ao sul um espaço natural sensível protegido pelo conselho geral. No âmbito da sua política ambiental, Aéroports de Paris, sociedade gestacionária do aeroporto de Paris-Orly vizinho tem instalado no território comum uma casa do meio ambiente e do desenvolvimento sustentável.

### Patrimônio arquitetônico

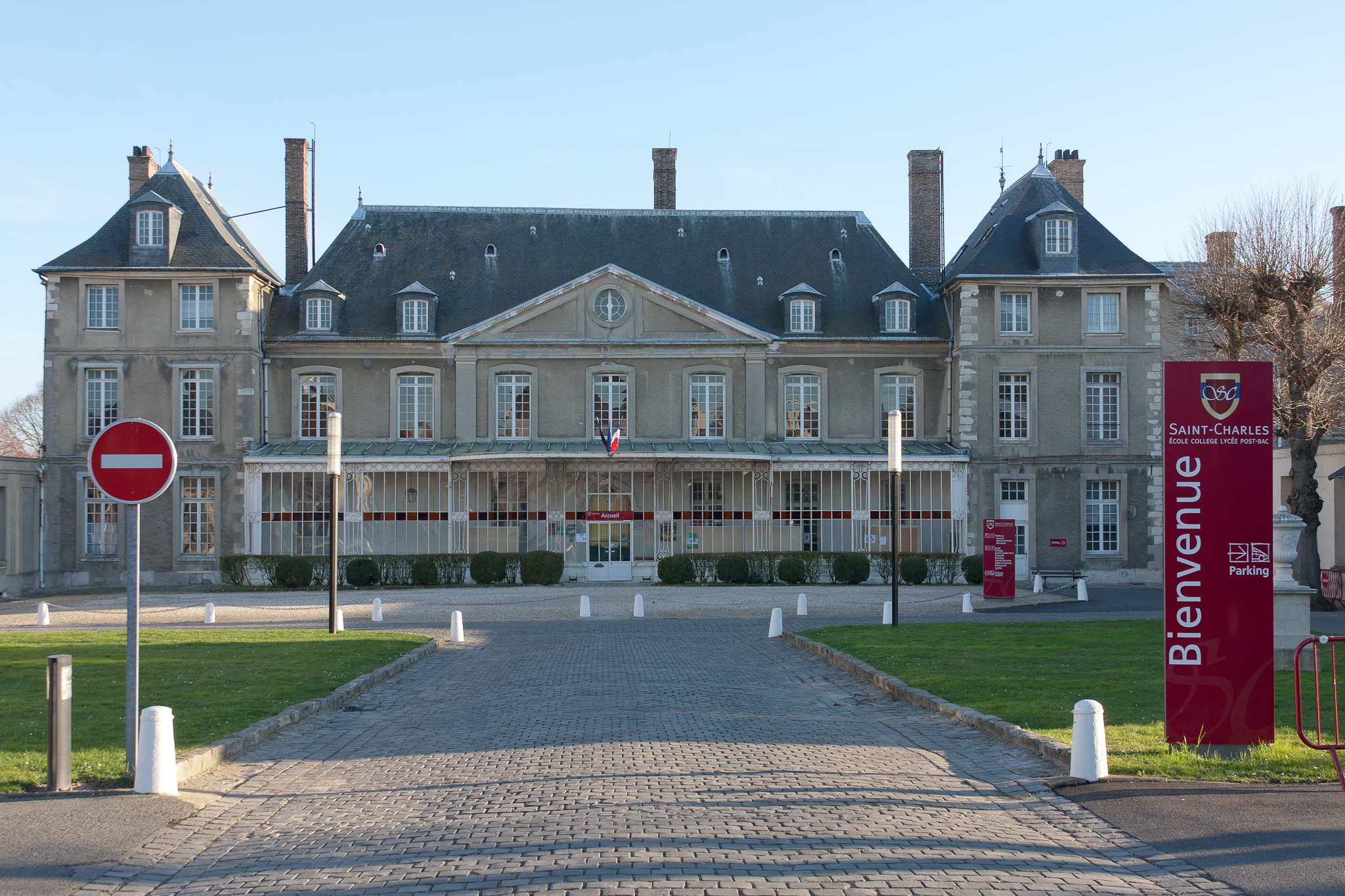
O castelo de Athis.

O castelo de Athis, ocupado pelo estabelecimento escolar Saint-Charles, construído no século XVII, renovado e ampliado nos séculos seguintes, finalmente está registrado nos monumentos históricos em 19 de outubro de 1928.
A igreja paroquial Saint-Denis é a antiga igreja prioral de um priorado dependente da Abadia de Saint-Victor de Paris, fundado em 1140 e dissolvido em 1792. Desde a sua fundação, o prédio foi bastante reformulado: nave reconstruída e a adição de capelas no século XIX, fachada reconstruída no século XIX em estilo neogótico. As únicas partes romanas subsistentes (o sino da torre coroada de uma flecha de pedra e o coro) também têm sido fortemente restaurados no final do século XIX pelo serviço de monumentos históricos (classificação da torre do sino em 1840). Quanto aos edifícios priorais, acolados à igreja, eles foram submetidos a uma série de reformulações, reestruturações e realocações ao longo dos séculos.
A atual prefeitura, pousado no topo da encosta do vale do Sena, ocupa o antigo castelo de Avaucourt construído no final do século XIX.
O antigo castelo de Ozonville é atualmente ocupado por uma casa de repouso.
Em Mons, subsiste a granja da antiga fazenda senhorial de Mons, onde a estrutura foi datada do século XV.